# Cynaeda rebeli
Cynaeda rebeli là một loài bướm đêm trong họ Crambidae.